# Jeanne de Toulouse
Pour les articles homonymes, voir Jeanne de Toulouse (homonymie).
Jeanne de Toulouse née en 1220 à Toulouse et morte en 1271 à Sienne est une noble française.
Elle est la fille de Raymond VII (IX), comte de Toulouse, et de Sancie d'Aragon. Elle fut comtesse de Toulouse et marquise de Provence de 1249 à 1271.

## Biographie
Jeanne de Toulouse est âgée de neuf ans lorsque le traité de Paris la destine à épouser Alphonse de France (1220-1271), frère de Louis IX, roi de France. Elle est élevée à la cour de France et non dans la culture occitane, ce qui fait qu'elle n'a eu aucune sympathie vis-à-vis du catharisme, alors activement combattu par l'Inquisition dans le Languedoc et le comté de Toulouse.
La date de son mariage n'est pas connue avec certitude, les historiens hésitent entre le 13 mars 1234 et le 13 mars 1241. La première date est la plus probable, car, comme l'enjeu de ce mariage est de faire passer le comté de Toulouse sous le contrôle capétien, le mariage a dû être organisé dès que Jeanne a été en âge de se marier[réf. nécessaire].
Son mari reçoit en apanage le comté de Poitiers le 24 juin 1241. Très vite, il doit réprimer avec son frère une révolte des barons poitevins, puis l'année suivante une révolte des barons occitans conduite par Raymond VII, le père de Jeanne. Montségur est assiégé en 1244.
Le 26 août 1249, Jeanne et Alphonse s'embarquent à Aigues-Mortes pour accompagner la septième croisade.
Raymond VII meurt le 27 septembre 1249 et Alphonse et Jeanne deviennent comte de Toulouse. Blanche de Castille, mère du roi et d'Alphonse et régente du royaume, envoie un sénéchal à Toulouse. Après la défaite de Mansourah (5 avril 1250) et la libération d'Alphonse, qui y avait été fait prisonnier, Louis IX reste en Terre sainte tandis que Jeanne et Alphonse reviennent en France. Ils prennent possession du comté en octobre 1250, font leur entrée officielle dans la ville le 23 mai 1251, confirment la nomination du sénéchal et ne séjournent que rarement à Toulouse.
En 1260, un peu avant de repartir avec son époux en Palestine, elle fonde avec lui l'abbaye Notre-Dame de Gercy, dite aussi de Jarcy, confiée aux religieuses de l'ordre de Saint-Augustin sur l'actuelle commune de Varennes-Jarcy (Essonne). Sa dépouille rapportée d'Italie y sera inhumée.
En 1270, le couple s'engage dans la huitième croisade, mais le roi, malade, meurt à Tunis. Pendant le retour, le couple également malade, s'arrête au château de Corneto, près de Sienne. Alphonse y meurt le 21 août 1271 et Jeanne le 25 août.

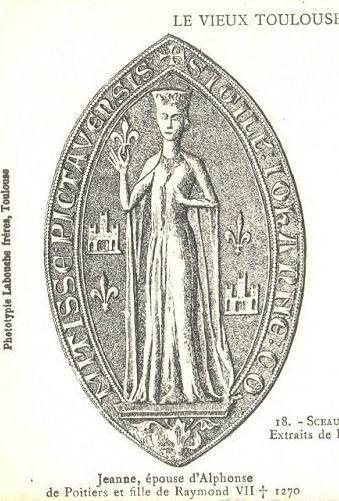
Sceau de Jeanne de Toulouse.

## Ascendance

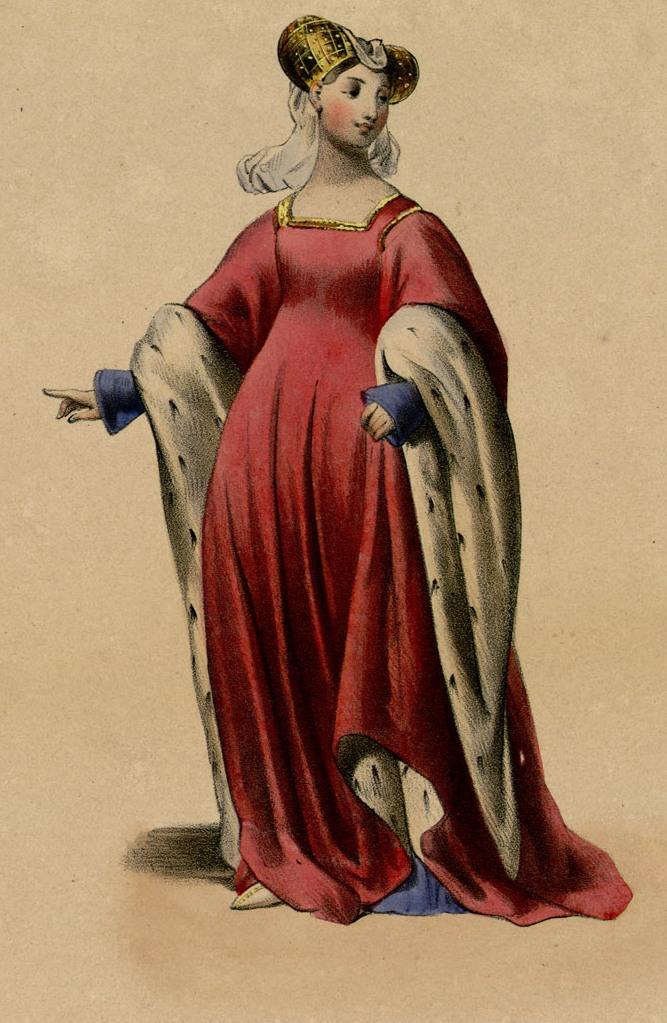
Représentation du 19e siècle de Jeanne de Toulouse.